# Arben Minga
Arben Minga (n. 16 martie 1959, Tirana, Albania – d. 31 ianuarie 2007, Windsor, Canada) a fost un jucător albanez care a evoluat pe postul de atacant.

## Junioratul
- Tirana 1973-1975

## Senioratul
- Tirana 1975-1991
- FC Brașov 1991-1992
- Dacia Unirea Brăila 1992-1993
- Acvila Giurgiu 1993-1994
- KF Tirana 1994-1996

## Ani Națională
- 1980-1989